# Aéroport international Julius-Nyerere
L'aéroport international Julius Nyerere (code IATA : DAR • code OACI : HTDA) est le premier aéroport international de Tanzanie. Nommé d'après Julius Nyerere en 2006 après plusieurs autres dénominations, il dessert la principale ville du pays  Dar es Salam.

## Situation
| Pemba Arusha Zanzibar Kilimandjaro Dar Es Salam Bukoba Dodoma Iringa Kigoma Lac Manyara Mafia Mpanda Mtwara Musoma Mwanza Ngara Songwe Tabora Tanga |

## Compagnies et destinations
| Compagnies              | Destinations |
| ----------------------- | --- |
| Air Tanzania            | - Bombay-Chhatrapati-Shivaji, - Bujumbura, - Bukoba, - Canton-Baiyun, - Dodoma (en), - Entebbe, - Geita, - Harare, - Iringa, - Kigoma, - Kilimandjaro, - Lubumbashi, - Lusaka, - Songwe (en), - Moroni, - Mtwara, - Mwanza, - Nairobi-J. Kenyatta, - Ndola-S. Kapwepwe, - Tabora, - Zanzibar |
| Air Zimbabwe            | Harare |
| Airlink                 | Johannesbourg OR Tambo |
| As Salaam Air           | Zanzibar |
| Auric Air               | - Dodoma (en), - Iringa, - Île de Mafia (en), - Morogoro Airstrip (en), - Pemba Karume, - Tanga, - Zanzibar |
| Coastal Aviation        | - Arusha, - Kilwa Masoko, - Île de Mafia (en), - Lac Manyara (en), - Moshi, - Pemba Karume, - Saadani, - Selous, - Serengeti-Seronera (en), - Songo Songo Island, - Tanga, - Zanzibar |
| EgyptAir                | Le Caire, Moroni |
| Emirates                | Dubaï |
| Ethiopian Airlines      | Addis-Abeba Bole |
| Ewa Air                 | Dzaoudzi-M. Henry |
| Flightlink              | - Arusha, - Kilimandjaro, - Lac Manyara (en), - Mombasa-Moi, - Serengeti-Seronera (en), - Zanzibar |
| Fly540                  | Mombasa-Moi, Nairobi-J. Kenyatta |
| flydubai                | Dubaï |
| Int'Air Îles            | Moroni |
| Kenya Airways           | Nairobi-J. Kenyatta |
| KLM                     | Amsterdam[1] |
| LAM Mozambique Airlines | Maputo, Nairobi-J. Kenyatta, Pemba, Mozambique |
| Malawian Airlines       | Blantyre, Lilongwe (Kamuzu) |
| Oman Air                | Mascate, Zanzibar |
| Precision Air           | - Anjouan-Ouani, - Arusha, - Bukoba, - Entebbe, - Kigoma, - Kilimandjaro, - Moroni, - Mtwara, - Musoma, - Mwanza, - Nairobi-J. Kenyatta, - Serengeti-Seronera (en), - Zanzibar |
| Qatar Airways           | Doha-Hamad |
| Rwandair                | Kigali |
| Saudia                  | Djeddah - Roi-Abdelaziz |
| Tropical Air            | Arusha, Île de Mafia (en), Zanzibar |
| Turkish Airlines        | Istanbul, Lusaka |
| Uganda Airlines         | Entebbe |
| ZanAir                  | Arusha, Pemba Karume, Saadani, Selous, Zanzibar |

Édité le 22/07/2019  Actualisé le 11/11/2023

## Statistiques
Pour des raisons techniques, il est temporairement impossible d'afficher le graphique qui aurait dû être présenté ici.

Voir la requête brute et les sources sur Wikidata.